# Tatum O'Neal
Tatum Beatrice O'Neal (Los Angeles, 5 de novembro de 1963) é uma atriz norte-americana. É a ganhadora do Oscar de melhor atriz coadjuvante do ano de 1973 pela sua atuação no filme Lua de Papel. Com apenas dez anos tornou-se a pessoa mais jovem a ganhar um Óscar. Dois anos depois, atuando no filme Garotos em Ponto de Bala, ganhava 350 mil dólares e uma porcentagem sobre os lucros. A partir daí houve um declínio em sua carreira artística.

## Biografia
O'Neal nasceu praticamente dentro do cinema, seu pai é o ator Ryan O'Neal e sua mãe é a atriz Joanna Moore. Seu irmão, Griffin, nasceu em 1964. Em 1967 seus pais se divorciaram. Seu pai se casou novamente com a atriz Leigh Taylor-Young, a mãe de seu meio-irmão, Patrick (que foi casado com a atriz Rebecca DeMornay). Ela também tem um outro meio-irmão, Redmond, da relação de Ryan O'Neal com a atriz Farrah Fawcett. A mãe de Tatum morreu no ano de 1997, vítima de câncer pulmonar aos 63 anos. Joanna pode ser vista em filmes como Touch of Evil.

### Namoro
Tatum foi a primeira namorada do cantor Michael Jackson, em 1979. Na época os dois se conheceram numa festa em Beverly Hills e o relacionamento durou 4 anos.

### Choque Mortal
Em 1985, Tatum viveu a prostituta Scarlett em Choque Mortal, filme que protagonizou ao lado da cantora Irene Cara. Foi uma fase próspera em sua vida, as coisas pareciam melhorar, mas infelizmente essa foi a sua última produção de destaque no universo cinematográfico.

### Casamento
Em 1 de agosto de 1986, O'Neal se casou com o tenista John McEnroe e juntos tiveram três filhos: Kevin (nascido em 23 de maio de 1986), Sean (nascido em 23 de setembro de 1987) e Emily (nascida em 10 de maio de 1991). O casal se separou em 1994, após um divórcio litigioso. O campeão moveu uma longa batalha judicial pela guarda dos filhos. McEnroe saiu-se vitorioso em razão da dependência química da ex-mulher.

### Uma Vida de Papel
Em sua autobiografia intitulada Uma Vida de Papel, Tatum alega ter sido molestada por um amigo de seu pai. Ela também afirma ter sido abusada fisica e psicologicamente pelo seu pai. Segundo ela muitos desses abusos foram devido ao uso de drogas. Neste livro, Tatum O'Neal relata também suas próprias experiências com a heroína e as consequências do uso das drogas no relacionamento com seus filhos. Seu livro de memórias ficou muito tempo na lista dos mais vendidos e ganhou destaque na mídia.

## Vida pessoal
Um dos primeiros relacionamentos relatados de O'Neal foi com o cantor Michael Jackson no final da década de 1970. Em uma entrevista de 2002 com Martin Bashir, Jackson disse que O'Neal tentou seduzi-lo, mas ele estava apavorado com a ideia de sexo. O'Neal negou veementemente todas as alegações de Jackson em sua autobiografia de 2004 e afirmou que seu relacionamento com Jackson era platônico.
O relacionamento de O'Neal com o tenista John McEnroe começou em 1984, quando ela se mudou para seu apartamento no Central Park West, em Nova Iorque. Eles se casaram em 1986. O casal tem três filhos: Kevin, Sean e Emily. Eles se separaram em 1992 e se divorciaram em 1994. Após o divórcio, os problemas de drogas de O'Neal ressurgiram e ela desenvolveu um vício em heroína. Como resultado, McEnroe obteve a custódia dos filhos em 1998.

Em 2011, Tatum e seu pai começaram a restaurar seu relacionamento após 25 anos. Seu processo de reencontro e reconciliação foi capturado na curta série da Oprah Winfrey Network Ryan and Tatum: The O'Neals. Em 2015, ela disse que começou a namorar mulheres, embora tenha escolhido não se identificar como homossexual, bissexual ou heterossexual, dizendo: "Eu não sou uma ou outra."